# Murańska Przehyba
Murańska Przehyba – przełęcz w masywie Murania (Muráň, 1717 m) w Tatrach Bielskich na Słowacji. Znajduje się po zachodniej stronie jego najwyższego szczytu i wcięta jest na głębokość kilkudziesięciu metrów, Na południowo-zachodnią stronę, do Murańskiego Upłazu, opada z niej depresja będąca pionową ścianą, o wysokości ponad 150 m. Jest ona dobrze widoczna z Polany pod Muraniem. Władysław Cywiński o południowo-zachodniej ścianie Murania pisał, że jest to jedna z najwspanialszych wapiennych ścian całych Tatr. Na północny wschód opada z Murańskiej Przehyby średnio stromy, trawiasto kosówkowy upłaz zwany Jagnięcą Zagroda, u podstawy również podcięty pionową ścianą.
Południowo-zachodnią ścianą Murańskiej Przehyby prowadzi droga wspinaczkowa Martinova Cesta. Zaczyna się na Murańskim Upłazie szerokim trawiastym zachodem Kozi Chodnik (Kamzici chodnik). Podchodzi on skośnie w górę na wysokość około 30 m, powyżej niego wspinaczka w skale. Pierwsze przejście:  Vlado Tatarka, 28 września 1988 r. Czas przejścia 2 godz., trudność IV + w skali tatrzańskiej. Obecnie w Tatrach Bielskich obowiązuje zakaz wspinaczki.